# Himmelbjergruten
Himmelbjergruten er en ca. 44 km lang vandrerute, som strækker sig gennem det midtjyske søhøjland fra Ry nord om Himmelbjergsøerne til Silkeborg, hvor ruten forsætter tilbage østpå syd om søerne til Himmelbjerget (eller omvendt).
Ruten er markeret med røde pile og prikker på pæle. Pælenes farve viser, om du befinder dig på statslige (røde), kommunale (sorte) eller private arealer (brune). På de private arealer må man kun færdes på veje og stier og kun fra kl. 6.00 til solnedgang. På de offentlige arealer må man som udgangspunkt færdes døgnet rundt - også uden for veje eller stier.
Himmelbjergruten har på flere stræk sammenfald med vandreruten Aarhus-Silkeborg. Undervejs er der desuden mulighed for at kombinere med kortere, lokale ruter, der er markeret med gule pile og prikker. Vil man afkorte ruten, er der i sommerhalvåret mulighed for at sejle med en soldreven færge, Danmarks første, mellem Skyttehusets Camping og Ålekroen ved Svejbæk omtrent midt på strækningen. Solfærgen Søhøjlandet har kun plads til otte personer ad gangen, men skal til gengæld kun tilbagelægge en distance på mindre end 70 meter over Gudenåen.
Der er togforbindelse fra Aarhus til Silkeborg og Ry, som derfor er oplagte udgangspunkter. Der er busforbindelse fra Himmelbjerget til Ry (Flexbus). Alternativt kan man følge vandreruten Aarhus-Silkeborg det sidste stykke fra Himmelbjerget til Ry (ca. 6 km). Sidst, men ikke mindst, sejler der i sommerhalvåret rutebåde mellem Silkeborg og Ry, der blandt andet lægger til for foden af Himmelbjerget.
Himmelbjergruten er blevet til takket være et samarbejde mellem Silkeborg Kommune, Skanderborg Kommune, VisitSkanderborg, VisitSilkeborg, Danmarks Naturfredningsforening, Banedanmark og Naturstyrelsen Søhøjlandet samt en række lokale aktører. Udover etableringen af nye stiforbindelser og opgraderingen af den eksisterende færgeforbindelse ved Svejbæk til en soldreven færgerute, er der blandt andet også opført informationstavler, en ny bro, et fugletårn, sheltere og andre faciliteter.

## Galleri
- Med omkring 125 meters højdeforskel mellem søernes overflade og Himmelbjergets top er det en rute, som byder på flere markante stigninger undervejs.
- Nogle steder anviser gule pile lokale ruter, der ofte kan bruges som genveje.
- Sandet skovsti på Himmelbjergruten.
- Ruten har en del sammenfald med Silkeborg-Århus vandreruten.
- Solfærgen fra Skyttehuset til Ålekroen (Svejbæk)]